# Vương Quốc
Vương Quốc (chữ Hán: 王国, ? – ?), tự Tử Trinh, người Diệu Châu, phủ Tây An, thừa tuyên bố chánh sứ tư Thiểm Tây , quan viên nhà Minh.

## Sự nghiệp
Năm Vạn Lịch thứ 5 (1577), Quốc đỗ tiến sĩ, được chọn làm Thứ cát sĩ, rồi đổi làm Ngự sử. Sau đó Quốc ra coi đồn điền của Kỳ Phụ, phơi bày việc bọn Thành quốc công Chu Doãn Trinh chiếm đoạt hơn 9600 khoảnh ruộng. Trương Cư Chánh bệnh nặng, tiến cử Phan Thạnh vào Nội các thay thế mình, Vạn Lịch đế nghe theo. Quốc và đồng nhiệm Ngụy Doãn Trinh, Lôi Sĩ Trinh cùng Cấp sự trung Vương Kế Quang, Tôn Vĩ, Ngưu Duy Bỉnh, Trương Đỉnh Tư phản đối, nên việc ấy tạm dừng. Tiếp đó Quốc luận tội trung quan Phùng Bảo, cho biết sau khi Trương Cư Chánh mất, Phùng Bảo mượn danh hoàng đế để vòi vĩnh bảo vật của gia đình họ Trương, nhân đó cáo phát Tăng Tỉnh Ngô, Vương Triện cùng Phùng Bảo trong ngoài liên kết. Sớ của Quốc từ ngoài kinh sư đưa vào, cùng sớ của Lý Thực trước sau dâng lên. Vạn Lịch đế đã đồng ý với lời buộc tội Phùng Bảo của Lý Thực, Thực mới biết đến tờ sớ của Quốc, nên ông cũng nhờ vậy mà nổi danh. Sau đó Quốc về triều, tiến cử Vương Tích Tước, Lục Thụ Thanh, Hồ Chấp Lễ, Cảnh Định Hướng, Hải Thụy, Hồ Trực, Nhan Kình, Ngụy Doãn Trinh. Ít lâu sau Quốc được ra làm Đốc Nam Kỳ học chánh, xưng bệnh xin nghỉ.
Quốc được khởi dùng làm Chưởng Hà Nam đạo. Nội các thủ phụ Thân Thì Hành muốn tổ chức sát điển  đối với 19 người mà ông ta không ưa, bọn Lại bộ thượng thư Dương Nguy muốn theo ý Thì Hành, nhưng Quốc kiên trì phản đối. Thân Thì Hành lấy cớ tư cách của Mã Doãn Đăng ở trên Quốc, lấy Doãn Đăng chủ trì cuộc khảo sát, còn Quốc làm phó. Sau khi các ngự sự tập hợp, Mã Doãn Đăng đưa ra danh sách 19 người, Quốc cực lực phản đối; Doãn Đăng không chịu thôi, Quốc giận, xông đến đòi đánh Doãn Đăng; Doãn Đăng bị Quốc đuổi chạy vòng quanh cây cột, nhờ mọi người can ngăn mới thoát. Vì việc này mà cả hai người đều bị điều ra khỏi kinh sư, Quốc được nhận chức Tứ Xuyên phó sứ, lại xưng bệnh xin nghỉ. Như vậy là 19 người ấy nhờ Quốc mà tránh được vạ.
Rất lâu về sau Quốc mới được khởi dùng, nhận chức quan cũ, rồi dời đi Sơn Tây; tiếp đó đổi làm Đốc Hà Nam học chánh, thăng làm Sơn Đông tham chánh. Ở nhiệm sở Quốc được tiếng công chính và thanh liêm, được triệu về làm Thái phó thiếu khánh, rồi lại ra làm Sơn Tây phó sứ, từng làm Nam Kinh thông chánh sứ. Năm thứ 37 (1609), Quốc được lấy hàm Binh bộ Hữu thị lang kiêm chức Hữu thiêm Đô ngự sử Tuần phủ Bảo Định. Gặp năm xấu (tuế hung), Quốc nhiều lần dâng sớ khuyên hoàng đế khoan dung và thương xót nhiều hơn. Vào lúc Lưu Ứng Đệ, Đổng Thế Diệu dấy binh xưng vương, cướp bóc xa gần, Quốc đốc binh đánh dẹp; được tiến làm Đô ngự sử, tuần phủ như cũ.
Quốc có tính cứng rắn và ngay thẳng, được người đương thời ngưỡng mộ, còn kẻ gian e ngại. Không rõ Quốc xin nghỉ hưu khi nào, rồi mất ở quê nhà.

## Gia đình
Em trai của Quốc là Vương Đồ, được làm đến Lại bộ thị lang, tính cách tương tự anh trai, sử cũ có truyện.